# Caracciolo Parra Olmedo
Caracciolo Parra Olmedo is een gemeente in de Venezolaanse staat Mérida. De gemeente telt 32.700 inwoners. De hoofdplaats is Tucani.
De gemeente ligt nabij het Meer van Maracaibo.